# Blackburneus saylori
Blackburneus saylori är en skalbaggsart som beskrevs av Hinton 1934. Blackburneus saylori ingår i släktet Blackburneus och familjen Aphodiidae. Inga underarter finns listade.